# Yūki Takahashi
Yuki Takahashi (jap. 高橋侑希 Takahashi Yuki; ur. 29 listopada 1993) – japoński zapaśnik walczący w stylu wolnym. Olimpijczyk z Tokio 2020, gdzie zajął ósme miejsce w kategorii 57 kg. Mistrz świata w 2017 i trzeci w 2018 roku. 
Brązowy medalista igrzysk azjatyckich w 2018. Mistrz Azji w 2017 i trzeci w 2019 i 2020. Trzeci w Pucharze Świata w 2018 i czwarty w 2019. Srebrny medalista mistrzostw Azji juniorów w 2012. Mistrz igrzysk młodzieży w 2010 roku. 